# Antônio Olinto (Paraná)
Antônio Olinto é um município brasileiro do estado do Paraná.

## História
A colônia de Antônio Olinto foi fundada em 1895, recebeu esse nome em homenagem a Antônio Olinto, então ministro de Obras Públicas. Até esse tempo a localidade era conhecida como Água Amarela, São José do Colaço ou Membéca. Nela foram assentadas 374 famílias de imigrantes rutenos (ucranianos) e 84 de poloneses vindos da Galícia. O município foi emancipado através da Lei Estadual n° 1.245 de 25 de julho de 1960 e instalado em 24 de outubro de 1961, sendo desmembrado do município da Lapa.

## Geografia
Possui uma área de 469,8 km² e se localiza a uma latitude 25°59'09" sul e a uma longitude 50°11'49" oeste, estando a uma altitude de 802 m. Sua população em 2010 era de 7.351 habitantes.

### Demografia
Índice de Desenvolvimento Humano (IDH-M): 0,711
- IDH-M Renda: 0,583
- IDH-M Longevidade: 0,711
- IDH-M Educação: 0,840

| Etnias  |       |
| ------- | ----- |
| Branca  | 91,9% |
| Parda   | 7,1%  |
| Negra   | 0,9%  |
| Amarela | 0,1%  |

Fonte: IPARDES

## Transporte
O município de Antônio Olinto é servido pelas seguintes rodovias:
- BR-476, que passa por seu território, que liga Curitiba a Porto União (BR-153)
- PR-281, que liga a BR-476 à sede do município (trecho que levaria a cidade de Rio Negro é apenas planejado)
- PR-433, que liga ao município de Lapa (distrito de Santo Amaro [6]